# Carles Cases
Carles Cases (Sallent de Llobregat, Barcelona 1958) es un músico español.

## Biografía
Estudió piano y violoncelo en el Conservatorio Superior de Música de Barcelona, armonía y piano-jazz en la Academia de Música Contemporánea de Hastad, y estudios de orquestación y composición en el Instituto Superior de Arte de La Habana.
Fue miembro de la Big Band de Lluís Rovira en los años 1970 y en 1982 creó el Carles Cases Quartet, con el que actuó en diferentes acontecimientos musicales de España, mientras formaba parte de un cuarteto de cuerda que interpretaba obras de autores clásicos.
En 1986, fundó el grupo de jazz Blaumarí y en 1988 pasó a formar parte de la fundación Yehudi Menuhin Live Music Now. 
A partir de 1989, comienza su carrera en el cine y la televisión y ha producido numerosas discografías, entre las que destacan las de Lluís Llach, Martirio, María del Mar Bonet o Georges Moustaki, entre otros.

## Premios
Medallas del Círculo de Escritores Cinematográficos
| Año  | Categoría    | Película      | Resultado |
| ---- | ------------ | ------------- | --------- |
| 1993 | Mejor música | Havanera 1820 | Ganador   |